# Kawayan
Kawayan is een gemeente in de Filipijnse provincie Biliran op het gelijknamige eiland. Bij de laatste census in 2007 had de gemeente ruim 19 duizend inwoners.

## Geografie

### Bestuurlijke indeling
Kawayan is onderverdeeld in de volgende 20 barangays:
| - Baganito - Balacson - Balite - Bilwang - Bulalacao - Burabod - Buyo - Inasuyan - Kansanok - Mada-o | - Mapuyo - Masagaosao - Masagongsong - Poblacion - San Lorenzo - Tabunan North - Tubig Guinoo - Tucdao - Ungale - Villa Cornejo |

## Demografie
Kawayan had bij de census van 2007 een inwoneraantal van 19.053 mensen. Dit zijn 1.546 mensen (8,8%) meer dan bij de vorige census van 2000. De gemiddelde jaarlijkse groei komt daarmee uit op 1,17%, hetgeen lager is dan het landelijk jaarlijks gemiddelde over deze periode (2,04%). Vergeleken met de census van 1995 is het aantal mensen met 2.629 (16,0%) toegenomen.

De bevolkingsdichtheid van Kawayan was ten tijde van de laatste census, met 19.053 inwoners op 61,02 km², 312,2 mensen per km².